# Аллакулі-хан
Аллакулі-хан (1794—1842) — хівинський хан у 1825—1842 роках. Повне ім'я Аллахкулі Багадур-хан.

## Життєпис
Походив з династії Кунгратів. Син Мухаммад Рахим-хана. Народився 1794 року в Хіві. На відміну від усіх сучасних йому середньоазійських правителів, він вільно читав і писав російською. Посів трон 1825 року. Продовжив політику з централізації держави. 1828 року придушив повстання племен туркменів-сариків та каракалпаків. Також продовжував політику відновлення економіки країни. У його правління в Хорезмі проводилися великі іригаційні роботи. У 1830—1831 роках було збудовано канал до Куня-Ургенча.
Він здійснив 5 походів на Хорасан (на 1839 рік в ханстві перебувало 30 тис. захоплених персів-рабів). 1832 року відправив війська проти туркменських племен, які підкорив до Мерву. В цьому місті та Серахсі поставив залоги. Також відновив колодязі від Хіви до Мерви, встановивши контроль надкараванними шляхами. З торгівців тут стали брати податки. Проти хівинців з Мешхеду виступив перський командувач Аббас-Мірза, що змусив супротивника відступити до Мерву, втративши 2 тис. верблюдів.
Протягом 1835—1839 років Аллакулі-хан у союзі з кокандським ханом Мухаммедом Алі неодноразово нападав на Бухарський емірат. 1838 і 1839 року надавав військову допомогу гератському хану Камран Шаху Дуррані проти перського вторгнення.
Водночас заборонив російським солдатам супроводжувати казахські та інші каравани. У відповідь уряд Російської імперії наказав звести укріплень на півострові Мангишлак. Тодіхан напав на російських солдат, що зводили укріплень, захопивши близько 100 у полон.
Натомість оренбурзький військовий губернатор Василь Перовський 1836 року заборонив продавати хівинцям свій крам в Оренбурзі (в подальшому рішенням царського уряду це розширилося на Астрахань та інші міста). Перовський ініціював підкорення Хіви, оскільки побоювався впливу у ханстві Персії та британських політичних агентів і торгівців. 1839 року російське військо виступило на Хіву. Приводом стало захоплення хівинцями 200 рибалок у Каспійському морі. Аллакулі, якого інформував Дондук-Омбо, хан калмиків, протнаступ зумів зібрати свої війська. Протягом грудня 1839 і січня 1840 року хівинці атакували росіян біля укріплення Ак-Булак (неподалік річки Емба), змусивши зупинитися. До цього додалася погана погода. Зрештою росіяни відступити до Оренбургу, зазнавши чималих втрат (більше 1тис. загиблих, 10 тис. верблюдів, 8 тис. коней, велику кількість харчів, захоплених хівинцями).
1840 року прийняв британських посланців — капітана Дж. Аббота і лейтенанта Р. Шекспира, що прибули з Герату. Ті зуміли звільнити до 500 полонених росіян. Поступово до 1842 року відновилися дипломатичні контакти з Російською імперією. Втім хан продовжив напади на російські каравани.
Помер 1842 року. Йому спадкував син Рахимкулі-хан.

## Культурна діяльність
Були побудовані палац Таш-Хаулі (1830—1832), медресе (1834—1835), караван-сарай (1832—1833), тим (торговий купол), мечеті Саїтбай, Ак-мечеть. Мавзолей Пахлаван-Махмуда і цитадель Куня-Арк було прикрашено плиткою. Відремонтовано мавзолей Саїда Алауддіна, медресе Араба Мухаммадхана і Мухаммеда Аміна-інака.
За часів правління Аллакуліхана мистецтво кошинпаза (виготовлення плитки) досягло свого розквіту. У 1842 році Хіва була обведена 6-км зовнішньою стіною (Дішан-кала), яку побудували за 30 діб.
При його дворі діяли поети Муніс Хорезмі, Роджих, Ділавар, Саїд Мірза Джунайд, Мірза Масіхо, історик Агахі, що склав історію Хорезму.